# Каломарде
Каломарде (ісп. Calomarde) — муніципалітет в Іспанії, у складі автономної спільноти Арагон, у провінції Теруель. Населення — 84 особи (2010).
Муніципалітет розташований на відстані близько 180 км на схід від Мадрида, 39 км на захід від міста Теруель.

## Демографія
Динаміка населення (INE ):